# Lycië

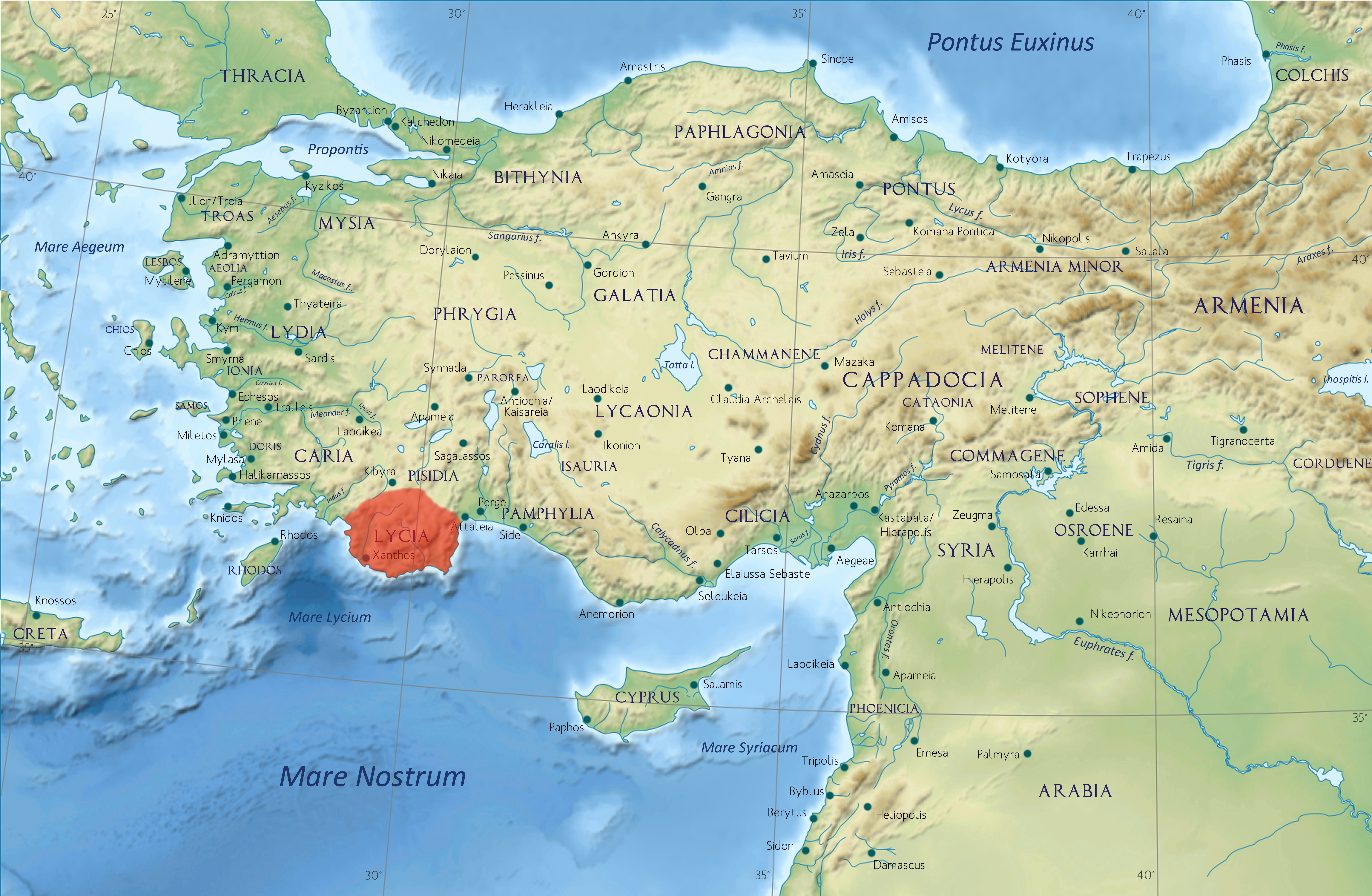
Ligging

Lycië (Lycisch: 𐊗𐊕𐊐𐊎𐊆𐊖 Trm̃mis; Grieks: Λυκία, Lykia; Turks: Likya) was in de klassieke oudheid een staat in het huidige Anatolië. Lycië kwam op in de 15e-14e eeuw voor Christus en wordt in geschriften uit van het oude Egypte en de Hittieten vermeld als Lukka; in het Grieks was de streek ook bekend als Alope (Ἀλόπη, Alópē). 
Het was een bergachtig en bosrijk gebied  gelegen langs de zuidkust van het huidige Turkije. Het lag voor een groot deel op het schiereiland Teke, tussen de Golf van Fethiye en de Golf van Antalya. Het grensde aan de eveneens historische gebieden Karië in het westen en noordwesten, Pisidië in het noordoosten en Pamphylië in het oosten. De streek werd door de Lukka bewoond, die later de Lyciërs werden genoemd.

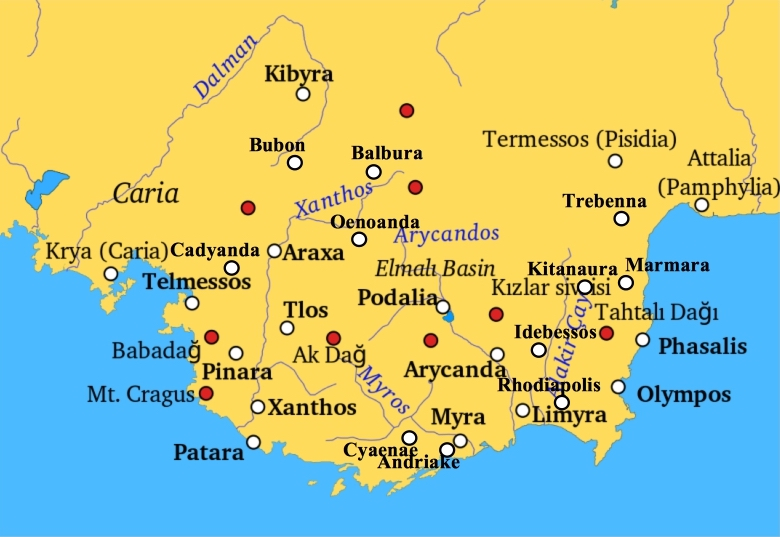
Lycische steden in de klassieke oudheid

Het lag aan de Middellandse Zee in de huidige Turkse provincies Antalya, Muğla en Burdur. De bewoners van het gebied behoorden tot de Luwische taalgroep, het Lycisch is een latere vorm van het Luwisch. Na de inlijving van Lycië in het rijk van de Achaemeniden (546 vC) werd deze taal verdreven door het Perzisch.  
De belangrijkste steden van Lycië waren Xanthos, Letoon, Limyra, Patara, Myra, Olympos/Chimaera en Phaselis. Xanthos en Letoon zijn opgenomen op de UNESCO-Werelderfgoedlijst. Veel waardevolle voorwerpen uit deze steden bevinden zich in het British Museum in Londen.
Lycië vocht aan de zijde van het Perzische Rijk tijdens de Perzische Oorlogen. Nadat de Achaemeniden waren verslagen door de Grieken werd Lycië onafhankelijk en sloot ze zich enige tijd aan bij Athene maar werd al snel weer veroverd door de Perzen. Na een opstand werd ze door Maussollos van Carië weer onder Perzisch bewind gebracht, totdat ze uiteindelijk door Alexander de Grote werd veroverd. Lycië helleniseerde snel door de Griekse invloed door de Macedonische overheersing, waardoor de Lycische taal verdween. In 168 vC werd Lycië een Romeins Protectoraat met een grote mate van zelfbestuur onder de Lycische Liga. Dit was een federatie op republikeinse principes. Hieraan kwam in 43 nC een einde toen keizer Claudius de Liga ontbond en Lycië  een provincie van het Romeinse Rijk werd met de naam Lycia. Lycië werd zo onderdeel van het Oostromeinse Rijk en later het Byzantijse Rijk. De Griekse taal bleef dominant totdat Lycië opging in het Ottomaanse Rijk in de 15e eeuw. 

## Varia

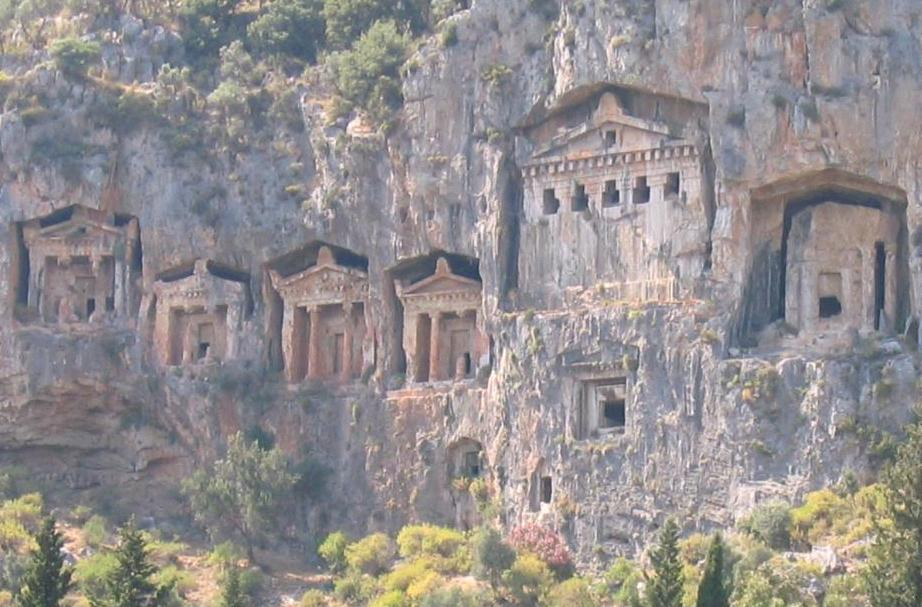
Lycische rotsgraven bij Kaunos, nabij Dalyan

- De taal die het dichtst het oude Lycisch benaderde was het Luvisch of Luwisch, dat in het 2e en 1e millennium v.Chr. in Anatolië werd gesproken. Het kan dat het Luwisch er de directe vooroudertaal van is.
- De Lycische Liga en haar principes waren een inspiratie voor de oprichters van de Verenigde Staten van Amerika.

- Bisschop Nicolaas van Myra was een bekende Lyciër, van wie voor een groot deel de legende van Sinterklaas voortkomt.

- De Lycische Weg, een langeafstandswandelpad, volgt de kustlijn van het gebied.